# Хелинген (Загор)
Хелинген је највећи непријатељ стрип јунака Загора.

## Опис
Хелинген је генијални научник далеко испред свог времена. У првој половини 19. века он располаже ракетама, електричним осветљењем, подморницама, џиновским роботима, летећим машинама. Серђо Бонели је симболично саставио Хелингеново име које у преводу значи „Геније из пакла“. Хелинген се у младости бавио науком, али његове колеге нису схватале генијалност његових изума и исмевали су га. Због тога се у њему рађа идеја да завлада целим светом. У многим покушајима да то и оствари стално га спречава Загор. 
Хелинген се у серијалу враћао више пута, а свако појављивање било је опасније од претходног. Хелингенове епизоде спадају у жанр научне фантастике. Хелингеновим појављивањем у Заговор свет аутори уводе ванземаљце, паралелне светове, футуристичко оружје, али и историјске личности као што је нпр. амерички председник Ендру Џексон и амерички књижевник Едгар Алан По.

## Појављивање
Стрипови у којима се појављује Хелинген:
1.
• Златна серија 39 Тајна језера Ири
• Златна серија 535 Ураган над мочваром / 536 Железно чудовиште
2.
• Лунов Магнус Стрип 45 Игра пет стрела / 46 Челична неман
3.
• Златна серија 323 Повратак у Дарквуд / 324 Осиње гнездо / 325 Блештави траг
• Одабране приче 5 Нулти час
4.
• Златна серија 583 Икарово перо / 584 Смртоносни зрак / 586 Свемирска браћа / 587 Терор шесте планете / 588 Свемирска тамница
• Одабране приче 10 Ужас шесте планете
5.
• Златна серија 941 Демони лудила / 942 Инвазија Акронијана / 944 На граници стварног / 945 Хелингенов повратак / 946 Дивови добра и зла
• Одабране приче 14 Демон лудила
6.
• Одабране приче 19 Сенке над Дарквудом
7.
• ВЧ Загор 133 Хелингеново наслеђе / 134 Васкрснуће! / 135 У подземљу базе „Другде” / 136 Луди доктор / 137 Крај партије
8.
• ВЧ Загор 180 Мистерија на брду Натани / 181 Следбеници / 182 Хелингенова судбина